# 2006 DN (planetka)
2006 DN je planetka patřící do Apollonovy skupiny a také mezi křížiče Marsu. Spadá současně mezi objekty pravidelně se přibližující k Zemi (NEO). Protože se v budoucnu může značně přiblížit k Zemi, byla zařazena též mezi potenciálně nebezpečné planetky (PHA). Její dráha však prozatím není definitivně stanovena, proto jí nebylo dosud přiděleno katalogové číslo.

## Popis objektu
Vzhledem k tomu, že byla zatím pozorována pouze šest dní, nestihli astronomové provést spektroskopický výzkum. Proto o jejím chemickém složení není nic známo. Její průměr je odhadován na základě hvězdné velikosti a protože není známo ani albedo jejího povrchu, je proto značně nejistý, stejně jako údaje o hmotnosti a střední hustotě, uvedené v připojené tabulce.

## Historie
Planetku objevil 20. února 2006 kolem 09:31 světového času (UTC) 0,68metrovým Schmidtovým dalekohledem s kamerou CCD v rámci programu Catalina Sky Survey astronom R. A. Kowalski jako těleso zdánlivé hvězdné velikosti 19,5m. Nejblíže k Zemi byla 17. března 2006 a to v minimální vzdálenosti 3,9 mil. km.

## Výhled do budoucnosti
Ze znalosti současných elementů dráhy planetky vyplývá, že minimální vypočítaná vzdálenost mezi její drahou a dráhou Země činí 645 tis. km. Nejbližší velké přiblížení k Zemi na vzdálenost 660 tis. km se očekává 4. dubna 2027. Vzhledem k dosavadní nejistotě ve stanovení parametrů dráhy by se však mohla přiblížit až na 136 tis. km. Těsnější průlet je vypočítán na 22. dubna 2077, kdy by se planetka měla přiblížit v extrémním případě až na 22 tis. km od středu naší planety, tedy asi 15 tis. km nad jejím povrchem. Přesto kumulativní pravděpodobnost srážky se Zemí v tomto století není příliš vysoká a byla vyčíslena na 1,6×10−6. Na turínské škále je proto klasifikována stupněm 0, na palermské −5,58. Pokud by však ke kolizi došlo, činila by rychlost střetu tělesa se Zemí přibližně 11,8 km/s. Vzhledem k odhadovaným rozměrům by její kolize se Zemí způsobila rozsáhlé regionální škody.